# Cream Lemon
Cream Lemon (くりいむレモン ou くりぃむレモン, Kurīmu Remon) e também conhecido no Brasil como Sonhos Molhados é uma série de anime erótica com algumas histórias aprofundadas e clássicas (estilo dos anos 1980) dos trabalhos artísticos.  O primeiro OVA de Cream Lemon foi lançado em agosto de 1984, embora Cream Lemon não seja o primeiro OVA do gênero hentai. O primeiro foi Lolita Anime, lançado no início de fevereiro de 1984.
Cream Lemon é uma coleção de histórias um tanto surreal com diferentes ambientes e situações em diferentes pontos no tempo, com gêneros como fantasia, comédia, suspense, ficção científica, ação, drama e mistério. O tema principal da série é o sexo de quase todos os tipos imagináveis. A maioria dos capítulos autônomo como títulos separados, não tem nenhuma relação com quaisquer outras histórias dentro da série Cream Lemon. Os principais personagens recorrentes são o irmão, Hiroshi, e irmã, Ami, que estão cada vez mais perto de uma relação incestuosa.
Cream Lemon muitas vezes se concentra em temas irrealistas e exagerados que nunca poderia acontecer. Um exemplo disso é a história de uma menina que não gosta de sexo por causa de uma série de estupros em sua família.  Para curar isso, as ordens do conselheiro da escola dela são para retira-lá das aulas de arte e masturbação ao ponto do orgasmo. Ela, então, tem sexo em público com um menino e acaba que por gostar dele, fazendo com que toda a turma comece a ter relações sexuais. Outros são igualmente surreais.
Relacionada com a série Cream Lemon, Project A-Ko, que originalmente era para ser a terceira parte de Cream Lemon mas a produção mudou para ser um título dominante. A indicação que resta é a cena da casa de banho com B-ko.
No Brasil Cream Lemon sob o título de Sonhos Molhados foi lançado através de VHS pela Everest Vídeo.

## Episódios

### Cream Lemon/Sonhos Molhados noBrasil
1. "Be My Baby" 11 de agosto de 1984) (Ami series #1)
2. "Escalation/Sonata Proibida 1 (Título no Brasil)" (10 de setembro de 1984)
3. "Superdimension SF Legend Rall/A Lenda Extra-Dimensional 1 (Título no Brasil)" (3 de dezembro 1984)
4. "Pop Chaser" (13 de março de 1985)
5. "Ami Again" (10 de abril de 1985) (Ami series #2)
6. "Escalation 2: Forbidden Sonata/Sonata Proibida 2 (Título no Brasil)" (25 de maio de 1985)
7. "Don't Do It Mako! Mako Sexy Symphony Part I/A Garota Misteriosa 1 (Título no Brasil)" (12 de julho de 1985) (Os desenhos dos personagens foram feitos por Toshiki Hirano. Sua esposa, Narumi Kakinouchi, foi a diretora de animação deste episódio.)
8. "Super Virgin/Super Virgens (Título no Brasil)" (10 de setembro de 1985)
9. "Happening Summer/Entre Duas Estações (Título no Brasil)" (20 de outubro de 1985)
10. "Star Trap/As Ninfetas do Zodíaco (Título no Brasil)" (25 de dezembro de 1985)
11. "Black Cat Manor/A Mansão do Gato Preto (Título no Brasil)" (25 de janeiro de 1986)
12. "Don't Do It Mako! Mako Sexy Symphony Part II/A Garota Misteriosa 2 (Título no Brasil)" (25 de fevereiro de 1986)
13. "Ami III: Now I Embrace You Ami" (25 de maio de 1986) (Ami series #3)
14. "Nalice Scramble/Hell Cat’s (Título no Brasil)" (5 de agosto de 1986)
15. "Superdimension SF Legend Rall 2: Lamu Ru Strikes Back/A Lenda Extra-Dimensional 2: A volta de Lamur! (Título no Brasil)" (5 de dezembro de 1986)
16. "Escalation 3: Angels' Epilogue/Sonata Proibida 3 (Título no Brasil)" (21 de fevereiro de 1987)

### New Cream Lemon
1. "To Moriyama Special I: Five Hour Venus" (21 de março de 1987)
2. "White Shadow" (15 de abril de 1987)
3. "The Evil Doll" (1 de maio de 1987)
4. "Etude: Snow Heartbeat" (21 de junho 1987)
5. "Dream-Colored Bunny" (1 de julho de 1987)
6. "Summer Wind" (30 de julho de 1987)
7. "Two People's Life of Heartbreak" (26 de dezembro de 1987)
8. "Etude II: Early Spring Concerto" (21 de janeiro de 1988)
9. "To Moriyama Special II: Afterschool XXX" (21 de março de 1988)

### Ami Series/A História de Ami noBrasil
Nos episódios de Ami no qual a franquia Cream Lemon foi fundada, que eram muito populares, e teve vários OVAs especiais (e um filme) detalhando a nova história de sua personagem. No Brasil foi lançado um DVD com o título de A História de Ami.
- "Cream Lemon Special: Ami Image White Shadow" (15 de dezembro de 1985)
- "Cream Lemon: Ami's Journey" (10 de agosto de 1986)
- "Ami: From Then On Part 1" (21 de outubro de 1988)
- "Ami: From Then On Part 2" (3 de fevereiro de 1989)
- "Ami: From Then On Part 3" (21 de junho de 1989)
- "Ami: From Then On Part 4" (21 de maio de 1990)

### Miscellaneous specials
- "The Dark" (25 de junho 1987)
- "Astaroth" (6 de dezembro de 1989)
- "To Moriyama Best Hit: 'I Guess So'" (4 de abril de 1990)
- "Visions of Europe" (junho de 1990) [3]
- "Kei Amagi Special: Cherry Melancholy" (julho de 1990)
- "Young Love: Angie & Rose" (17 de julho de 1992)
- "Return to Black Cat Manor" (19 de março de 1993)

### New-century Cream Lemon
Depois de uma ausência de quase 10 anos, lançaram novos episódios de Cream Lemon onde nos OVAs fez a sua aparição, com outra sequência no ano seguinte. Ambos os episódios estão conectados com as duas histórias mais populares de Cream Lemon: a "Sonata Proibida" e A História de "Ami".
1. "Escalation: Die Liebe" (27 de julho de 2001)
2. "Ami Recontrer" (23 de agosto de 2002)

### Cream Lemon New Generation e Cream Lemon Live Action
Devido à apelação do crossover dos vídeos de Cream Lemon e as suas parcelas extraordinariamente complexas e da popularidade, Fairy Dust decidiu lançar uma nova série do OVA não pornográfica chamada Cream Lemon New Generation. Eles também encomendaram um filme em live-action romântico vagamente baseado na História de Ami.
Nele mostraram-se serem muito popular com uma nova geração de fãs que não sabiam que Cream Lemon tinha suas raízes em hentai. A série de vídeos de live-action ou V-Cinema das séries seguidas, mantendo as histórias surreais e bizarras, com uma borda de adultos, mas abstendo-se de apresentar quaisquer cenas de sexo explícito.